# WOKO
WOKO (98,9 FM) est une station de radio américaine diffusant un format de musique country. Sous licence à Burlington, Vermont, États-Unis, la station dessert la région de Burlington-Plattsburgh. La station appartient à Hall Communications (en),.

## Histoire

### WJOY-FM
WJOY-FM a pris l'antenne le 26 juin 1962. C'était la première station de radio FM du Vermont et diffusait un format classique, programmé séparément de son homologue AM, WJOY (en) (1230 AM). La station a passé un contrat avec Heritage Music, une société basée à New York et Bellingham, Washington, pour fournir ses sélections musicales,. Pour préparer la diffusion FM, un studio a été coupé en deux pour ajouter une salle de contrôle FM, et un autre studio a été converti en salle d'émission pour les opérations AM et FM de WJOY. En 1967, WJOY-AM-FM a inauguré de nouvelles installations de studio, y compris une nouvelle tour plus haute de 359 pieds (109 m) pour remplacer la tour de 220 pieds (67 m) utilisée. WJOY-FM a commencé à diffuser en stéréo en 1969.

### WQCR
En 1971, Frank Balch, qui avait rejoint WJOY en tant qu'annonceur en 1951 et était devenu président de la Vermont Broadcasting Corporation, a acquis le contrôle majoritaire de WJOY-AM-FM. L'année suivante, le 14 août 1972, WJOY-FM est devenu WQCR; les lettres d'appel étaient censées signifier "Wonderful Queen City Radio". La station a continué à avoir un son easy listening.
1975 a vu deux développements majeurs pour WQCR. En février, il est passé au format rock; en juillet, il a augmenté sa puissance apparente rayonnée de 3 200 watts à 33 000, doublant ainsi sa zone de couverture. Balch a servi à la fin des années 1970 en tant que directeur de la National Association of Broadcasters et membre du conseil d'administration de l'Université du Vermont. La puissance de WQCR a encore été augmentée à 50 000 watts en 1980. En dépit d'avoir une programmation entièrement automatisée, "Q99" était une solide deuxième place sur le marché en 1981 et menait parmi les jeunes adultes.
Après 35 ans dans la radiodiffusion, Balch a vendu WJOY-WQCR à Hall Communications de Norwich, Connecticut, pour 2,2 millions de dollars en 1983. Le nouveau propriétaire a fait passer WQCR d'une programmation automatisée à une programmation en direct. La signature de WXXX (en) en 1985 a fait une grosse brèche dans les cotes de WQCR; le nouveau point de vente à succès contemporain a fait ses débuts au numéro un et a laissé tomber WQCR d'une part de 21,2 dans le livre d'Arbitron de l'automne 1984 à 9,4.
Le 9 septembre 1988 a apporté des changements techniques et de format. La station a été rebaptisée "The New Rock 99 FM" le jour même où elle a doublé sa puissance à 100 000 watts,.

### WOKO
Le 1er avril 1990, après 16 ans en tant que station rock, WQCR est passé à la musique country et a adopté de nouvelles lettres d'appel WOKO, cherchant à combler un vide sur le marché, qui n'avait qu'une seule sortie FM country. À peu près à la même époque, sous la direction de l'ancien vice-président exécutif et directeur de l'exploitation Dick Reed, Hall a transféré les stations qu'il possédait desservant New London, Connecticut et Providence, Rhode Island, vers le pays. Le mouvement a été décrit par le directeur général Dan Dubonnet en 1992 comme une quête pour « sauver » la station, qui gagnait peu en popularité en tant que rocker ; il a triplé son audience hebdomadaire dans les deux années qui ont suivi le flip et a bénéficié de la popularité croissante de la musique country au début des années 1990. Le succès de la station lui a valu les honneurs consécutifs de la station de l'année de la Vermont Association of Broadcasters en 1993 et 1994; en 1995, WOKO était de retour au sommet des cotes d'écoute de la radio de Burlington. Hall est devenu le premier propriétaire du duopole FM du Vermont avec l'achat de WEXP-FM (en) la même année.